# Смірнов Євген Валерійович
Євге́н Вале́рійович Смірно́в (нар. 16 квітня 1993, Одеса, Україна) — український футболіст, опорний півзахисник литовського клубу «Судува».

## Кар'єра гравця
Вихованець ДЮСШ № 11 (Одеса). Перший тренер — В. М. Гуцуляк. У лютому 2011 року став футболістом одеського «Чорноморця». Був лідером і капітаном дубля, відрізнявся впевненістю і твердістю. Улітку 2014 року був відправлений в оренду до молдовського «Тирасполя». У першій частині сезону 2014/15 у команді «городян» Смірнов відіграв у Національній Дивізії 11 матчів, забив два м'ячі (обидва — у ворота «Динамо-Авто») й одного разу ненавмисне створив автогол у грі з «Мілсамі». На початку 2015 року повернувся в «Чорноморець».
27 лютого 2015 року провів перший поєдинок в українській Прем'єр-лізі, вийшовши у другому таймі матчу проти маріупольського «Іллічівця» замість Артема Філімонова. Починаючи з цього матчу став регулярно з'являтися у складі першої команди одеситів. 
7 лютого 2019 року стало відомо, що Євген Смірнов продовжить кар’єру в білоруському клубі «Гомель». Він розпочав сезон 2019 року в стартовому складі, але незабаром отримав травму і не з'явився на полі з липня. У січні 2020 року після закінчення терміну дії контракту залишив гомельську команду.
У лютому 2020 року перебував на перегляді у гродненському «Німані», але без успіху. Натомість у березні 2020 року став гравцем молдавського клубу «Сфинтул Георге».